# Horch 33-80 PS
La 33/80 PS Typ S era un'autovettura di gran lusso prodotta dal 1914 al 1922 dalla Casa automobilistica tedesca Horch.

## Storia e profilo
Questa vettura rappresentò il culmine della produzione automobilistica della Horch nel periodo precedente la prima guerra mondiale. Destinata a pochissimi e facoltosissimi personaggi di quel periodo, fu presentata alla fine del 1914, quando la guerra era già scoppiata, ma dato che la sua gestazione risale al periodo precedente l'avvento del conflitto, la 33/80 PS rimane comunque compresa tra le Horch d'anteguerra. La vettura incorporava in sé soluzioni ormai antiquate già all'epoca assieme a soluzioni più d'avanguardia. Tra le prime va sicuramente annoverato il motore a 4 cilindri in linea con architettura biblocco e testata non amovibile: fu l'ultima Horch della storia a proporre un motore biblocco, le successive avrebbero avuto i cilindri fusi in un sol pezzo. Tale motore, della cilindrata di 8491 cm³, fu anche il più grosso motore mai montato dalla Horch su una delle sue autovetture e ad una soluzione tradizionale come quella del motore biblocco ne affiancava una decisamente più moderna come l'accensione a doppia candela per ogni cilindro. Tali candele ricevevano la tensione dal classico sistema a batteria e magnete. La distribuzione era a valvole laterali e l'acquirente aveva la possibilità di scegliere se azionare l'asse a camme mediante catena o mediante ingranaggi. Il motore era alimentato mediante un carburatore Zenith 36 regolabile su tre livelli di funzionamento a seconda della misura desiderata della ricchezza della miscela aria/benzina. La potenza massima era di 80 CV a 2000 giri/min.

Per quanto riguarda il telaio, la 33/80 PS nasceva su una struttura a longheroni e traverse in acciaio con profilatura ad U: avantreno e retrotreno erano ad assale rigido con molle a balestra, mentre l'impianto frenante era a quattro ganasce, delle quali quelle posteriori erano entrobordo.
La presentazione alla fine del 1914 era di una 33/80 PS ancora allo stadio di prototipo, una vettura rimasta come esemplare unico e dotata di un'ampia finestratura che coinvolgeva tutti e quattro i lati dell'abitacolo. La produzione vera e propria cominciò nel 1915: data la guerra in atto e data anche l'esclusività del modello, assai costoso, la produzione fu molto limitata e proseguì anche al termine del conflitto. Nel 1921 il Salone di Berlino ospitò per l'ultima volta una 33/80 PS: la sua produzione terminò nel 1922 e ne vennero prodotti in tutto solo 46 esemplari.